# 작은뱀수리
작은뱀수리(Short-toed snake eagle, 짧은 발가락 뱀수리, Circaetus gallicus)는 수리과에 속하는 중간 크기의 맹금류이다.

## 아종
2개의 아종이 식별된다:
- C. g. gallicus (Gmelin, JF, 1788) - 유럽 남서부 - 중앙아시아, 중국 북서부 및 인도
- C. g. sacerdotis Ng, NSR, Christidis, Olsen, Norman & Rheindt, 2017 - 자와섬 동부, 발리주, 롬복섬 - 티모르섬(소순다 열도)[2]

## 설명
상대적으로 크기가 큰 독수리이다. 성체의 경우 길이는 59~70센티미터, 날개길이는 195센티미터, 몸무게는 1.2~2.3킬로그램, 평균 몸무게는 약 1.7킬로그램에 이른다.